# Pat Finlay
Pat Finlay (sinh ngày 18 tháng 3 năm 1938) là một cầu thủ bóng đá người Anh, thi đấu ở vị trí tiền vệ chạy cánh ở Football League cho Tranmere Rovers.